# From the Cradle
From the Cradle ist das zwölfte Studioalbum des britischen Rockmusikers Eric Clapton. Es erschien am 13. September 1994 unter den Labels Duck, Reprise und Warner. Die Veröffentlichung gewann im Jahr 1995 einen Grammy Award, erreichte Nummer-eins-Platzierungen in den Vereinigten Staaten, im Vereinigten Königreich sowie in den D-A-CH-Staaten und verkaufte sich weltweit mehr als 4,5 Millionen Mal. Clapton stellte das Album im Rahmen seiner From the Cradle World Tour vor.

## Hintergrund
Das Album enthält Coverversionen von Claptons Lieblings-Bluessongs von seiner Kindheit bis heute. Clapton erfüllte sich mit dem Album den langgehegten Wunsch, ein reines Bluesalbum zu veröffentlichen. Er nahm das Album in den Londoner Olympic Studios auf.

## Titelliste
1. Blues Before Sunrise (Leroy Carr) – 2:58
2. Third Degree (Eddie Boyd / Willie Dixon) – 5:07
3. Reconsider Baby (Lowell Fulson) – 3:20
4. Hoochie Coochie Man (Dixon) – 3:16
5. Five Long Years (Boyd) – 4:47
6. I’m Tore Down (Sonny Thompson) – 3:02
7. How Long the Blues (Carr) – 3:09
8. Goin’ Away Baby (James Lane) – 4:00
9. Blues Leave Me Alone (Lane) – 3:36
10. Sinner’s Prayer (Lowell Glenn / Fulson) – 3:20
11. Motherless Child (Traditional) – 2:57
12. It Hurts Me Too (Elmore James) – 3:17
13. Someday After a While (Freddy King / Thompson) – 4:27
14. Standin’ Round Crying (McKinley Morganfield) – 3:39
15. Driftin’ (Charles Brown / Johnny Moore / Eddie Williams) – 3:10
16. Groaning the Blues (Dixon) – 6:05

## Rezeption

### Kritiken
Allmusic-Kritiker Stephen Thomas Erlewine bezeichnete Claptons Gitarrenspiel als „bewegend, originell und bezaubernd“, kritisierte aber Claptons gesangliche Darbietung. Zusammenfassend erklärte er: „Selbst mit seinen Fehlern ist From the Cradle einer von Claptons besten Momenten.“ Er vergab insgesamt viereinhalb von fünf möglichen Bewertungseinheiten für das Album.

### Auszeichnungen
| Preis                 | Datum            | Kategorie                                | Preisträger und Nominierte       | Resultat  | Quellen |
| --------------------- | ---------------- | ---------------------------------------- | -------------------------------- | --------- | ------- |
| Billboard Achievement | 12. Oktober 1994 | Meistverkauftes Blues-Album aller Zeiten | From the Cradle                  | Gewonnen  | [ 5 ]   |
| Musikpreis Echo       | 8. März 1994     | Künstler international                   | Eric Clapton für From the Cradle | Nominiert | [ 6 ]   |
| Grammy Award          | 1. März 1995     | Album des Jahres                         | From the Cradle                  | Nominiert | [ 7 ]   |
| Grammy Award          | 1. März 1995     | Bestes traditionelles Blues-Album        | From the Cradle                  | Gewonnen  | [ 7 ]   |
| Guitar World          | 14. Juli 2014    | Einflussreichste Alben des Jahres 1994   | From the Cradle                  | Gewonnen  | [ 8 ]   |

## Kommerzieller Erfolg

### Chartplatzierungen
In Deutschland stieg das Album auf Platz 24 in der ersten Chartwoche ein und verblieb zwei Wochen in den Top 30, bis es die Höchstposition (Platz 6) zwei Wochen lang belegte. In den nächsten vier Wochen verblieb From the Cradle in den Top 10, bevor die Veröffentlichung ab der neunten Chartwoche nur noch Plätze in den Top 40 der deutschen Albumcharts belegte. Insgesamt verblieb das Album zwischen Oktober 1994 und April 1995 ununterbrochen 28 Wochen lang in der Hitparade. In Österreich erreichte das Album in der dritten Woche die Nummer-Eins-Platzierung in der Ö3 Austria Top 40, verblieb neun Wochen in den Top 10 und verblieb von September 1994 bis Januar 1995 insgesamt 16 Wochen in den Charts. In der Schweiz erreichte From the Cradle ebenfalls die Spitze der Albumcharts nach einigen Wochen in den Top 40 und verblieb zwischen 1994 und 1995 zweiundzwanzig Wochen in der Schweizer Hitparade. In den Vereinigten Staaten stieg das Album auf Platz 1 der Billboard 200 ein mit 209.000 verkauften Einheiten in der ersten Woche. In den darauffolgenden Wochen fiel das Album auf Platz 2 mit 139.000 verkauften Einheiten beziehungsweise auf Platz 3 zurück mit 123.000 Verkäufen. In der fünften Chartwoche stand From the Cradle weiterhin auf Position 3 der Billboard 200 mit 113.000 verkauften Tonträgern, bevor die Veröffentlichung in der achten Woche die letzte Top-10-Platzierung mit 76.500 Verkäufen belegte. Insgesamt verblieb das Album 41 Wochen in der Hitparade. Auch im Vereinigten Königreich erreichte das Album auf Anhieb die Spitzenposition und verblieb 22 Wochen in der Hitliste der Official Charts Company.
| ChartsChartplatzierungen       | Höchstplatzierung | Wochen |
| ------------------------------ | ----------------- | ------ |
| Deutschland (GfK)              | 6 (28 Wo.)        | 28     |
| Österreich (Ö3)                | 1 (16 Wo.)        | 16     |
| Schweiz (IFPI)                 | 1 (22 Wo.)        | 22     |
| Vereinigte Staaten (Billboard) | 1 (41 Wo.)        | 41     |
| Vereinigtes Königreich (OCC)   | 1 (22 Wo.)        | 22     |

| ChartsJahrescharts (1994)      | Platzierung |
| ------------------------------ | ----------- |
| Deutschland (GfK)              | 62          |
| Österreich (Ö3)                | 35          |
| Schweiz (IFPI)                 | 40          |
| Vereinigte Staaten (Billboard) | 64          |
| Vereinigtes Königreich (OCC)   | 35          |

### Auszeichnungen für Musikverkäufe
In Deutschland, Österreich, der Schweiz sowie im Vereinigten Königreich wurde das Album mit einer Goldenen Schallplatte ausgezeichnet. In den Vereinigten Staaten wurde From the Cradle mit einer dreifachen Platin-Schallplatte für mehr als drei Millionen verkauften Einheiten prämiert. Auch in Frankreich, Schweden und Spanien wurde die Veröffentlichung ausgezeichnet. In Europa wurde das Album mehr als eine Million Mal verkauft und erhielt von der International Federation of the Phonographic Industry eine Platin-Schallplatte. Auch in Australasien und Südamerika war das Album erfolgreich und wurde in Neuseeland, Australien, Japan und in Argentinien mit Gold- beziehungsweise Platin-Auszeichnungen geehrt. In Brasilien erhielt die Veröffentlichung zwar keinen Musikpreis, verkaufte sich jedoch mehr als eine viertel Million mal. Insgesamt wurde From the Cradle mit 7 Gold- und 13-Platin-Schallplatten ausgezeichnet und verkaufte sich weltweit mehr als 4,8 Millionen Mal.
| Land/Region                  | Auszeichnungen für Musikverkäufe (Land/Region, Auszeichnung, Verkäufe) | Verkäufe  |
| ---------------------------- | ---------------------------------------------------------------------- | --------- |
| Argentinien (CAPIF)          | Gold                                                                   | 30.000    |
| Australien (ARIA)            | 3× Platin                                                              | 210.000   |
| Brasilien (PMB)              | Platin                                                                 | 250.000   |
| Deutschland (BVMI)           | Gold                                                                   | (250.000) |
| Europa (IFPI)                | Platin                                                                 | 1.000.000 |
| Frankreich (SNEP)            | 2× Gold                                                                | (200.000) |
| Japan (RIAJ)                 | Platin                                                                 | 200.000   |
| Kanada (MC)                  | 2× Platin                                                              | 200.000   |
| Neuseeland (RMNZ)            | Platin                                                                 | 15.000    |
| Österreich (IFPI)            | Gold                                                                   | (25.000)  |
| Schweden (IFPI)              | Platin                                                                 | (100.000) |
| Schweiz (IFPI)               | Gold                                                                   | (25.000)  |
| Spanien (Promusicae)         | Platin                                                                 | (100.000) |
| Vereinigte Staaten (RIAA)    | 3× Platin                                                              | 3.000.000 |
| Vereinigtes Königreich (BPI) | Gold                                                                   | (100.000) |
| Insgesamt                    | 7× Gold · 14× Platin ·                                                 | 4.905.000 |

Hauptartikel: Eric Clapton/Auszeichnungen für Musikverkäufe